# محمد عبد الهادي علام
محمد عبد الهادي علام (16 فبراير 1961) رئيس تحرير صحيفة الأهرام المصرية منذ 2 يناير 2014.
محمد عبد الهادي علام، 16 فبراير 1961، مواليد الإسماعيلية، بكالوريوس إعلام قسم صحافة، جامعة القاهرة 1983، تولى رئاسة تحرير مجلة الأهرام العربي (من ديسمبر 2011 إلى فبراير 2012)، ومدير مكتب الأهرام ببيروت (من ديسمبر 2009 إلى ديسمبر 2011)، عمل نائب رئيس تحرير الأهرام ورئيس القسم الدبلوماسي (من يناير 2002 إلى ديسمبر2009)، كما تقلد العديد من المناصب القيادية بالأهرام وبعض الصحف العربية والعالمية.
وكان الكاتب الصحفي محمد عبد الهادي علام، شغل منصب رئيس تحرير الأهرام، في الفترة من فبراير 2012 إلى أغسطس من نفس العام، وبعد تولي الإخوان زمام الأمور في البلاد، وتشكيل المجلس الأعلى للصحافة السابق، رفض «علام» قرارات المجلس بالتعيينات الجديدة «نظام الـCV» للمؤسسات الصحفية القومية التي وضعها مستشارو الرئيس المعزول محمد مرسي.
وفي 2 يناير 2014، أصدر المجلس الأعلى للصحافة، قرارًا بتعيين الكاتب الصحفي، محمد عبد الهادي علام، رئيسًا لتحرير صحيفة الأهرام، في اجتماع عقده المجلس، يوم الخميس 2 يناير 2014، لإقرار التغييرات الصحفية، بعد حصوله على 9 أصوات من إجمالي 14 صوتًا.
وتم الاتفاق على حسم النتيجة باستخدام آلية التصويت للاسم الذي يحصل على 50%+1 من أصوات الأعضاء الأربعة عشرة للمجلس، وحال ما إذا لم يحصل أي منهم على هذه النسبة سيعاد التصويت مرة أخرى، ولكن على أعلى اسمين فقط من حيث عدد الأصوات.

## كتاباته
له العديد من الكتب والمؤلفات منها، «السياسة الخارجية المصرية.. الانتقال لنظام دولي جديد»، «دروس تجربة النهوض الوطني في أمريكا اللاتينية»، «الدبلوماسية في زمن الهيمنة الأمريكية»، «خريف الدبلوماسية المصرية. نحو مراجعة واجبة»، «إسقاط المشروع الصهيوني. 25 يناير ثورة مستمرة»، و«قصة اغتيال بويصير والكخيا. شهداء من أجل الحرية وفلسطين».

## التكريم
نال «علام» عددًا من شهادات التقدير والأوسمة عن أعمال صحفية وأنشطة ثقافية منها؛ «وسام الجمهورية من الرئيس الإيطالي جورجيو ناپوليتانو 2006، لإسهامه في مجال حوار الثقافات»، «شهادة تقدير من الأكاديمية الروسية للعلوم والفنون 2007، لإسهامه في الحوار الثقافي ودعم العلاقات بين البلدين»، رسالة شكر من الأمين العام للجامعة العربية عصمت عبد المجيد 1995، لتقديم دراسات للجامعة لدعم موقف اليمن في منازعة إرتريا له على السيادة على جزر حنيش، ودرع كلية الإعلام بجامعة القاهرة 2012.

## من مؤلفاته
- قصة اغتيال بويصير والكخيا، دار العين للنشر، 2012.